# Diplolaena microcephala
Diplolaena microcephala är en vinruteväxtart som beskrevs av Friedrich Gottlieb Bartling. Diplolaena microcephala ingår i släktet Diplolaena och familjen vinruteväxter. Inga underarter finns listade i Catalogue of Life.